# بليبل
بليبل هي قرية لبنانية من قرى قضاء عاليه في محافظة جبل لبنان.
بالرغم من انها تبعد فقط 15 كم عن العاصمة بيروت، تتميز بطابعها التراثي القديم ومناظرها الخلابة.